# 解放社
解放社（かいほうしゃ）は、日本の出版社（任意団体）。新左翼組織「日本革命的共産主義者同盟革命的マルクス主義派」（革マル派）の公然拠点になっており、公安警察による捜査対象の一つになっている。本社は東京都新宿区早稲田鶴巻町にあり、支社が日本各地に点在している。
本社近くには派出所がある。また、革マル派関連組織の「学創社」もあり、ここには革マル派系全学連書記局が存在する。また革マル派関連組織の連絡先となっているアパートもある。

## 概要
出版物はおもに革マル派や同派活動家の著作物が多い。また、定期刊行物として、革マル派の機関紙『解放』（週刊）・『新世紀』（隔月刊）がある。『新世紀』は有限会社KK書房が発売元となっている（住所は解放社と同じ）。

## 支社
- 北海道支社
  - 北海道札幌市北区北37条西7丁目4番10号 創文ビル
- 東海支社
  - 愛知県名古屋市中区千代田3丁目18番30号
- 北陸支社
  - 石川県金沢市高尾台2丁目243番地
- 関西支社
  - 大阪府大阪市東淀川区豊新5丁目6番5号
- 九州支社
  - 福岡県福岡市南区野間2丁目9の12
- 沖縄支社
  - 沖縄県浦添市城間3丁目26番13号
  - かつては宜野湾市新城に所在していたが[2]、2011年3月13日をもって浦添市に移転した[3][4]。